# Sede de la Embajada de Alemania en España

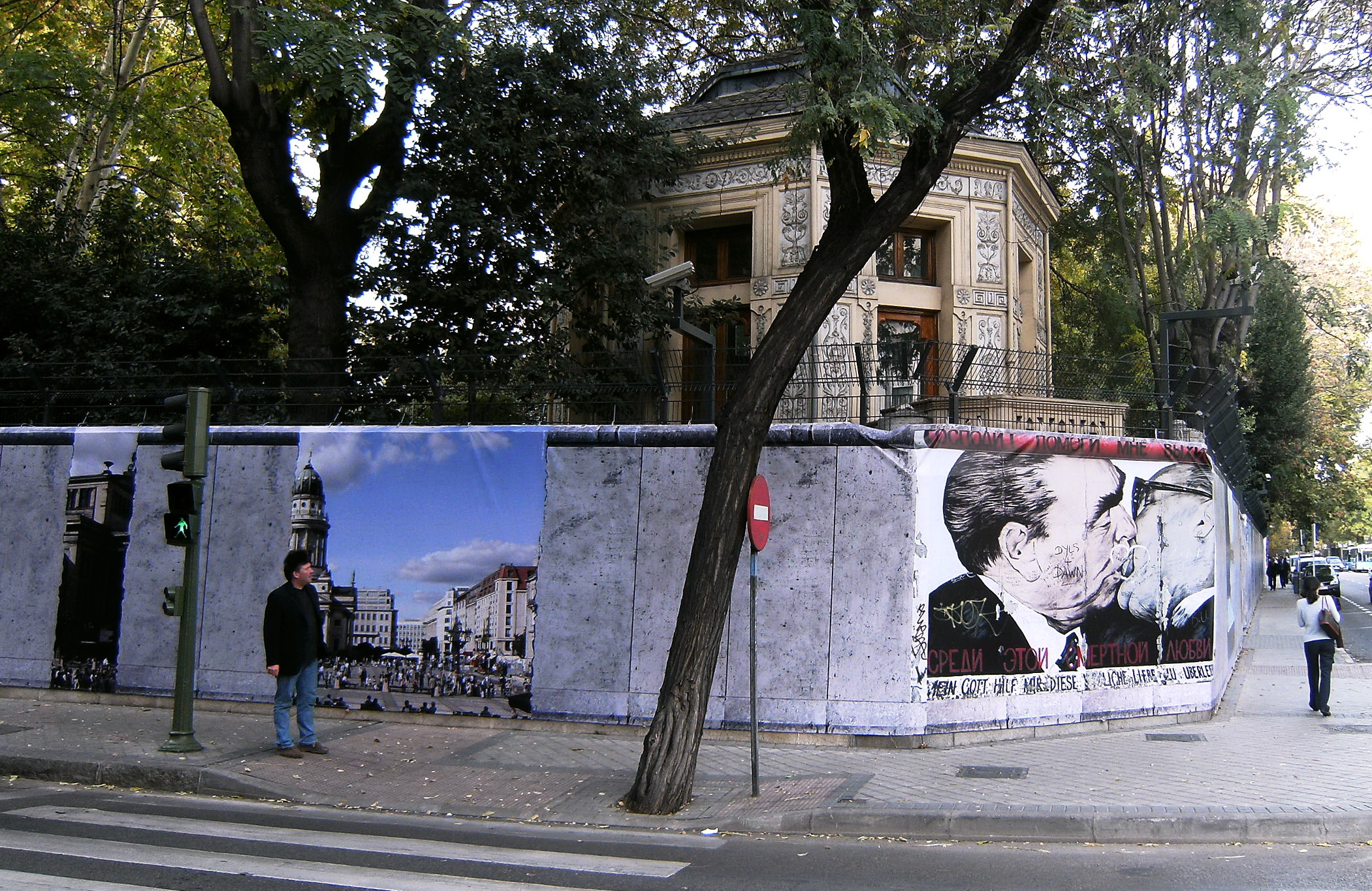
Mirador.

La sede de la Embajada de Alemania en España es un edificio sito en la ciudad de Madrid que alberga las dependencias de la Embajada de Alemania en España. Ocupa el solar del antiguo palacio de los duques de Santa Elena.

## Historia y características
Está situada en el número 25 del paseo de la Castellana con vistas a las calles Zurbarán y Fortuny. Consta de dos edificios: la cancillería, edificio longitudinal con fachada a Fortuny, de cuatro plantas, que aloja las oficinas y despachos de la representación diplomática, y otro de dos plantas sensiblemente cuadradas en torno a un patio central, que alberga la residencia del embajador y que se halla situado exento en el centro del jardín pero unido al anterior mediante una pequeña terraza a nivel de la planta principal.
El jardín es obra del paisajista A. Reich que debido a la pendiente entre la calle Fortuny y el paseo de la Castellana ha sido aterrazado.
El pabellón-mirador situado en la confluencia del paseo de la Castellana con la calle Zurbarán ha sido restaurado, siendo el único resto conservado del antiguo palacio de los duques de Santa Elena (fue destruido en la Guerra Civil).